# Episodi de La vera casa dei Loud (seconda stagione)
La seconda stagione della serie televisiva La vera casa dei Loud, composta da 19 episodi, è stata trasmessa negli Stati Uniti dal 19 febbraio al 26 novembre 2024 su Nickelodeon. In Italia è stata trasmessa dal 14 giugno al 6 dicembre 2024 su Nickelodeon.
| n° | Codice di produzione | Titolo originale                                        | Titolo italiano                                    | Prima TV USA      | Prima TV Italia   |
| -- | -------------------- | ------------------------------------------------------- | -------------------------------------------------- | ----------------- | ----------------- |
| 1  | 201-202              | A Musical to Remember                                   | Un musical per ricordare                           | 19 febbraio 2024  | 14 giugno 2024    |
| 2  | 209                  | The Tennessee Surprise: Love Is in the Air              | L'amore è nell'aria in Tennessee                   | 6 marzo 2024      | 14 giugno 2024    |
| 3  | 205                  | Last Friend Standing                                    | L'ultima amica in piedi                            | 13 marzo 2024     | 14 giugno 2024    |
| 4  | 206                  | Louder by the Dozen                                     | Il dodicesimo Loud                                 | 20 marzo 2024     | 14 giugno 2024    |
| 5  | 203                  | Nice Guys Finish First                                  | Alla fine vincono i buoni                          | 3 giugno 2024     | 21 giugno 2024    |
| 6  | 207                  | Louds in Love                                           | Amore in casa Loud                                 | 10 giugno 2024    | 21 giugno 2024    |
| 7  | 208                  | The Other Man with Way Better Plans                     | L'altro uomo con un piano migliore                 | 11 giugno 2024    | 21 giugno 2024    |
| 8  | 210                  | Loud Family Court: The Flames of Justice                | Il tribunale dei Loud: Le fiamme della giustizia   | 4 giugno 2024     | 21 giugno 2024    |
| 9  | 204                  | Get Out of Dodgeball                                    | Una vita senza dodgeball                           | 5 giugno 2024     | 14 giugno 2024    |
| 10 | 211                  | McLouds vs Machine                                      | McCloud contro le macchine                         | 12 giugno 2024    | 23 settembre 2024 |
| 11 | 213                  | Loud Blues                                              | Il blues dei Loud                                  | 17 giugno 2024    | 24 settembre 2024 |
| 12 | 212                  | Little Sisters' Big Adventure                           | La grande avventura delle sorelline                | 18 giugno 2024    | 25 settembre 2024 |
| 13 | 214                  | The Boyfriend Stays in the Picture                      | L'ultima scena del fidanzato                       | 19 giugno 2024    | 26 settembre 2024 |
| 14 | 215                  | The Man with the Backup Plan                            | L'uomo con un piano di riserva                     | 18 settembre 2024 | 27 settembre 2024 |
| 15 | 216                  | The Odyssey                                             | L'odissea                                          | 25 settembre 2024 | 2 dicembre 2024   |
| 16 | 217                  | A Tale of Three Parties                                 | Storia in tre party                                | 2 ottobre 2024    | 3 dicembre 2024   |
| 17 | 218                  | Game Night                                              | La serata giochi                                   | 9 ottobre 2024    | 4 dicembre 2024   |
| 18 | 219                  | Epic Tales of Epic Fales: The Madman with the Plan      | Storie epiche di fallimenti epici: Il folle piano  | 16 ottobre 2024   | 5 dicembre 2024   |
| 19 | 220                  | A Really Loud Thanksgiving: The Gobble Squabble Debacle | Un ringraziamento molto Loud: La fuga del tacchino | 26 novembre 2024  | 6 dicembre 2024   |